# Öxnäs (naturreservat)
För andra betydelser, se Öxnäs.
Öxnäs är ett naturreservat Säve socken i Göteborgs kommun i Bohuslän. Delar av området ingår i EU-nätverket Natura 2000 och det förvaltas av Västkuststiftelsen. Inrättandet av reservatet är överklagat (september 2018).
Reservatet består av ett gammaldags kulturlandskap runt den oskiftade byn Öxnäs. Odlingslandskapet omväxlas med betesmarker och åkerholmar kantade av stengärdesgårdar och fägator. Närmare Nordre älvs fuktängar finns hällmarker med ljung och stagg.